# Sisahaniya (Dang Deokhuri)
Sisahaniya (nep. सिसहनिया) – gaun wikas samiti w zachodniej części Nepalu w strefie Rapti w dystrykcie Dang Deokhuri. Według nepalskiego spisu powszechnego z 2001 roku liczył on 2356 gospodarstw domowych i 15609 mieszkańców (7798 kobiet i 7811 mężczyzn).